# فرانك ديفيدسون
فرانك ديفيدسون (1 أكتوبر 1872 في المملكة المتحدة - 7 يونيو 1951 في المملكة المتحدة)  (بالإنجليزية: Frank Davidson)‏ هو لاعب كريكت بريطاني وبريطاني (وحمل سابقاً جنسية المملكة المتحدة لبريطانيا العظمى وأيرلندا). لعب مع نادي مقاطعة ديربيشاير للكريكت ‏.